# Кім Є Чжин
Кім Є Чжин (кор. 김예진) — південнокорейська ковзанярка, спеціалістка з бігу на короткій доріжці, олімпійська чемпіонка, чемпіонка світу. 
Золоту олімпійську медаль та звання олімпійської чемпіонки Кім виборола на Пхьончханській олімпіаді 2018 року в складі корейської команди в естафеті 3000 м.

## Зовнішні посилання
- Досьє на сайті Міжнародного союзу ковзанярів [Архівовано 1 травня 2018 у Wayback Machine.]

## Виноски
1. ↑  https://isu.html.infostradasports.com/cache/TheASP.asp@PageID%3D302037&SportID%3D302&Personid%3D1625447&TaalCode%3D2&StyleID%3D0&Cache%3D2.html?262294
2. ↑  https://isu.html.infostradasports.com/cache/TheASP.asp@PageID%3D302037&SportID%3D302&Personid%3D1625447&TaalCode%3D2&StyleID%3D0&Cache%3D2.html?26928
3. ↑  Women's 3000 metre relay results. Архів оригіналу за 21 лютого 2018. Процитовано 30 квітня 2018.